# Харківський велосипедний завод
ПрАТ «Харківський велосипедний завод» («ХВЗ», раніше Харківський велосипедний завод імені Г. І. Петровського) — колишній завод з виробництва велосипедів у м. Харкові.
Був заснований 13 листопада 1923 року в Українській РСР, став основним центром в СРСР по конструюванню та виробництву велосипедів.
З 6 вересня 1993 року ПрАТ «Харківський велосипедний завод». З 1999 року ЗАТ «Харківський велосипедний завод».
Господарський суд Харківської області 25 листопада 2024 року визнав банкрутом і відкрив ліквідаційну процедуру ПрАТ "Харківський велосипедний завод".

## Історія (за роками)

### 1915—1922
У 1915 році промисловець та інженер Олександр Лейтнер евакуював свою велосипедну фабрику Alexander Leutner & Co. з Риги до Харкова у зв'язку з розширенням фронту бойових дій Першої світової війни у Європі. У Харкові евакуйований велосипедний завод Лейтнера розмістили на території заводу «Серп і Молот».
Після жовтневого більшовицького перевороту 1917 року більшовики націоналізували фабрику, через що родина Лейтнерів змушена була повернутися назад у Ригу. Завод продовжував випускати велосипеди, проте невеликими партіями, зокрема складні велосипеди для потреб «самокатних» військ Червоної армії.

### 1923—1940
У 1923 році на її базі потужностей фабрики Лейтнера було засновано «Перший державний велозавод імені Г. І. Петровського». Того ж року у Ризі помер Олександр Лейтнер.
13 березня 1924 року на заводі було зібрано перший велосипед. Це була модель велосипеда, який вироблявся фабрикою Лейтнера до 1917 року. Впродовж року було випущено понад 1000 велосипедів.
У 1926 році було на заводі налагоджено виробництво чоловічого дорожнього велосипеда «Україна».
За період 1925—1927 років було випущено понад 12000 велосипедів. До 1941 року, на заводі було виготовлено 1 млн велосипедів.

### 1941—1945
Під час Другої світової війни устаткування заводу було евакуйовано у м. Бухара (Узбекистан), де до 1945 року вироблялась військова продукція.

### 1946—1960
Після війни в Харкові було відновлено роботу заводу. Виробнича база підприємства була поповнена обладнанням та верстатами велосипедних заводів, вивезених з Німеччини як військові репарації. Першою масовою продукцією нового підприємства в 1940-1950-х роках були велосипеди В-14, В-17, жіночі моделі В-22, спортивно-шосейні В-31 та В-53, створені за німецькими зразками.
На початку 1950–х років, в ЦКТБ велобудування Харківського велозаводу, було розроблено та почато виробництво типової моделі чоловічого дорожнього велосипеда В-110 «Прогрес». Згодом цю модель випускали майже всі велозаводи СРСР.
В середині 1950–х років, конструкторами велозаводу, був розроблений велосипедний двигун ХВЗ Д–4, та після випробовувань, було також випущено невелику серію цих моторів. Подальше масове виробництво велось на Ленінградському заводі «Красний Октябрь» З 1958 по 1961 роки на Харківському велозаводі виробляли мотовелосипед В–901, оснащений двигуном Д-4.

### 1961—1990
В 1961 році на ХВЗ почали виробництво моделі, яка отримала назву В-120 «Україна». Велосипед В-120 «Україна» відрізнявся від моделі В–110, більш досконалою геометрією рами, покращеною конструкцією передньої вилки, посиленими ободами коліс, що дозволяло використовувати велосипед для експлуатації з підвищеною вантажністю на будь-яких дорогах з різним покриттям.
Велосипед В-120 «Україна» та його подальші модифікації були наймасовішими велосипедами в СРСР.
Наприкінці 1960-х завод виготовив колеса для першого у світі планетохода — «Луноход-1».
У середині 1970-х років Харківський велосипедний завод випускав до 800 тис. дорожніх, туристичних, жіночих, спортивних, підліткових, дитячих велосипедів на рік. Харківський завод був єдиним в СРСР підприємством, що випускало висококласні легкі дорожні та спортивні велосипеди.
З початку вісімдесятих років на заводі виготовлялося 52 моделі велосипедів різних класів, в 1983 році був випущений 23-х мільйонний велосипед.

### 1991—2000
З початку дев'яностих років економічний і фінансовий стан заводу різко погіршився, зменшилися обсяги виробництва продукції.
У 1993 році завод було приватизовано і та перетворено у приватне акціонерне товариство.
У 1999 році акціонером «Харківського велосипедного заводу» стала фірма ПВПФ (Приватна виробничо-промислова фірма) «ЮСІ», та отримала ексклюзивне право на продаж всього асортименту продукції, який виробляється цим підприємством.

### 2001—2021
Починаючи з 2001 року, завод почав нарощувати обсяги виробництва, істотно розширювати асортимент виробів та відновлювати втрачені раніше позиції на ринку велопродукції.
Загальна виробнича потужність ЗАТ «Харківський велосипедний завод» дозволяла випускати до 800 тис. велосипедів на рік. Випускалося 16 моделей велосипедів. Було налагоджено виробництво спортивно-шосейних велосипедів і комплектуючих до них, а також супутніх товарів для побуту і відпочинку.
23 листопада 2009 року Фонд державного майна України у відповідь на звернення мешканців гуртожитку заводу (вул. Георгія Тарасенкам, 49, м. Харків) щодо статусу власності повідомив що гуртожиток вилучено з власності заводу незаконно і проводиться оскарження даного рішення у судовому порядку.
Станом на 2016 рік, складання велосипедів здебільшого із імпортних компонентів, є також власне виготовлення деталей. ХВЗ пропонує покупцям класичні дорожні велосипеди «Україна» та «Україна LUX», багатошвидкісні моделі «Турист» та «Едельвейс», спортивний велосипед «Старт-Шосе», серію сучасних багатошвидкісних MTB-велосипедів з алюмінієвою рамою для їзди по місту та бездоріжжю, також дитячі та підліткові моделі.
З 5 січня 2017 року Харківська обласна державна адміністрація планувала впродовж року провести перевірку стану захисних споруд на розташованих у Харкові та Харківській області, зокрема і на території Харківського велосипедного заводу. У лютому-березні того ж року на території заводу відбулося кілька пожеж.
У 2018 році більшість будівель заводу було продано у приватну власність забудовникам та під офісні і торговельні приміщення іншим власникам.
Станом на 2020 рік завод практично повністю розібраний, на його землях будується комплекс бюджетних новобудов.
У період з грудня 2020 року по січень 2021 року на запит Міністерства інфраструктури України було проведено дослідження «щодо перешкод та рішень для розвитку велосипедного транспорту в Україні» в рамках проєкту EU4Climate, що реалізується ПРООН за фінансової підтримки ЄС. В опублікованому підсумковому документі «Аналітичний звіт за результатами опитування щодо перешкод та рішень у розвитку велосипедного транспорту» пропонувалося «провести дослідження діяльності та перспектив розвитку Харківського велосипедного заводу і стратегічно спланувати його розвиток на наступні роки. Скасувати ввізне мито та ПДВ на ввезення комплектуючих для виробництва велосипедів та засобів мікромобільності — з метою заохотити українське виробництво».
У квітні 2021 року на заводі залишався працювати лише один цех у якому виготовлялись нові велосипеди ХВЗ методом складання зі стальних велосипедних рам, рульових вилок й алюмінієвих ободів колес власного виробництва та з використанням решти необхідних велодеталей виробництва Shimano та інших виробників, переважно з Китаю. Більшість виготовлених велосипедів експортувалася у Німеччинну. Того ж року планувалося перевести залишки потужностей заводу у нові цехи у Безлюдівці, що у передмісті Харкова, і продовжувати виробництво, в той час як на історичній території заводу вже активно проводилася житлова та офісна забудова і більшість старих заводських будівель було розібрано.

### 2022—2023
На території заводу завершено побудову ЖК «Парковий квартал».
Після початку повномасштабного вторгнення Росії в Україну, що розпочалося в ніч з 23 на 24 лютого 2022 року, завод продовжував працювати щонайменше місяць.
До речі, ХВЗ працювало перший місяць, поки ось це йшла окупація, типу Харків, ось ця вся історія. Перший місяць завод працював. Я не знаю, що вони там зараз роблять і чи він є цілий. Але перший місяць він працював, - для мене це було дивовижно.— Анастасія Макаренко, виконавча директорка ГО «U-Cycle», 23 травня 2022 [Інтерв’ю], https://ekmair.ukma.edu.ua/server/api/core/bitstreams/e9a895d7-6dcd-4379-be86-709c895f2930/content
У жовтні 2023 року кілька приватних колекціонерів та музеїв опублікували відеоогляди колекцій велосипедів ХВЗ та планували провести виставки присвячені 100-річчю зі дня заснування Харківського велосипедного заводу.

## Банкрутство
25 листопада 2024 року за рішенням Господарського суду Харківської області ПрАТ «Харківський велосипедний завод» (код ЄДРПОУ 00232779) визнано банкрутом та стосовно нього відкрито ліквідаційну процедуру строком на 6 (шість) місяців. З матеріалів Постанови Господарського суду Харківської області від 25 листопада 2024 року у справі № 922/632/24 за заявою фізичної особи-підприємця Хоменко Олени Олександрівни про відкриття провадження у справі про визнання банкрутом ПрАТ «Харківський велосипедний завод», стало відомо, що підприємство заборгувало їй майже 800 000 грн. При цьому, за інформацією ЗМІ, загальна сума боргу легендарного заводу перед усіма кредиторами становить 41,8 млн грн.

## Велосипеди

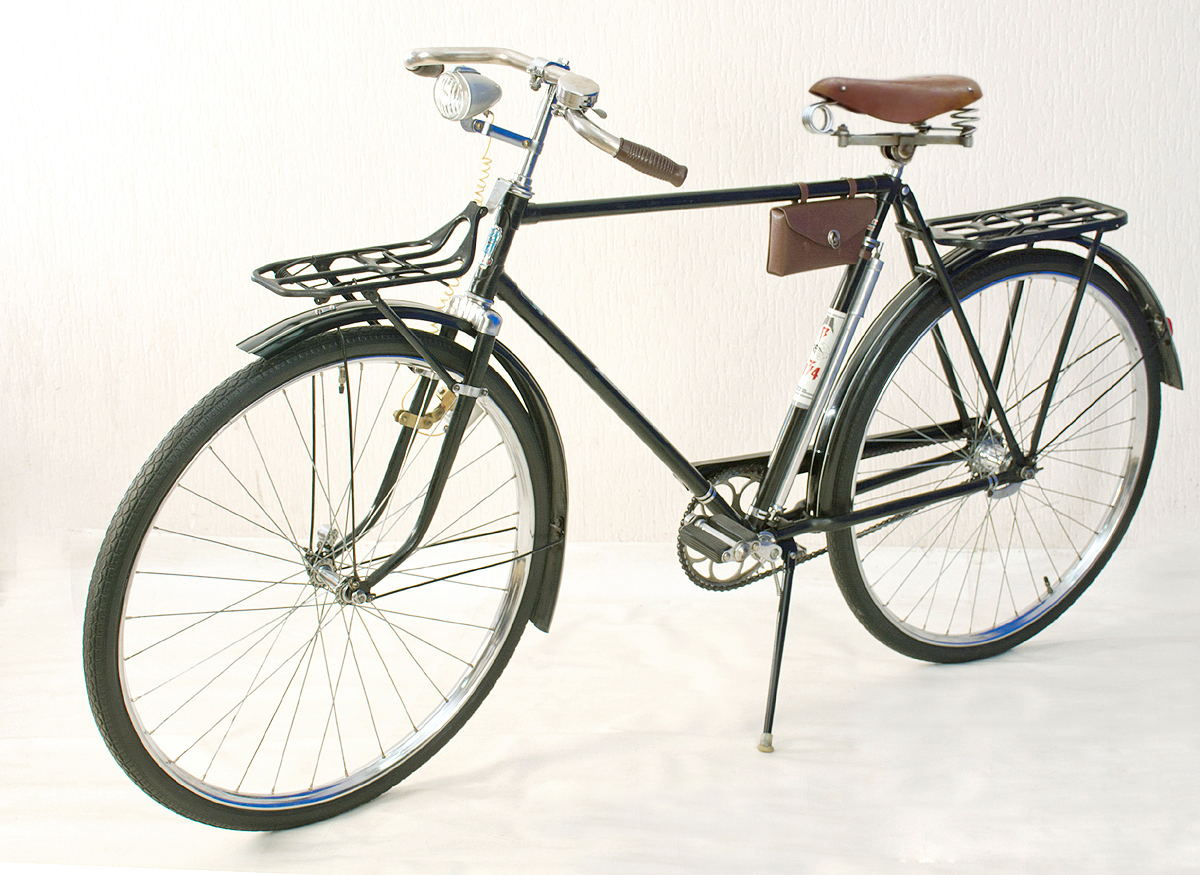
Чоловічий дорожній велосипед В-134 «Україна» у повній комплектації, модель 1969 року

### Дитячі велосипеди
- Tiger 55

### Підліткові велосипеди
- В-33
- В-73
- Juniour (моделі 09, 56, 57)
- Teenager (моделі 01-1/01-1CZ, 07, 47/7 Teenager (моделі 01-1/01-1CZ, 07, 47/47 SH, 47 BA/47 BA SH)
- Savkos (моделі 01-2/01-2CZ, 44 SH, 45 SH)

### Дорожні велосипеди
- В-14
- В-17
- В-22
- В-32
- В-41
- «Прогрес» (В-110)
- В-112
- В-134
- «Україна» (В-120, В-130)
- «Україна LUX» (моделі 64/64CZ, 65/65CZ)

### Гірські велосипедита велосипеди длявелотуризму
- «Едельвейс» (моделі 46-03, 46/46 SH, 46 ВА/46 ВА SH)
- «Спутник» (В-34, В-37)
- «Турист» (В-31, В-32, моделі 42-33, 48 BA SH, 49 BA SH)
- В-39/В-301
- В-301 СБ

### Складні велосипеди
- ХВЗ Сіті-Байк 2012 (моделі C 9010, C 9030)

### Трекові велосипеди
- В-65

### Шосейні велосипеди
- В-53
- «Рекорд»
- «Старт»
- «Старт-Шосе» (модель 63-03)
- «Спорт»
- В-551
- В-553

### Вантажні велосипедитарикші
- Рикша 21 (пасажирська)
- Рикша 22 (вантажна)

### Мотовелосипеди
- В-901 (мотовелосипед)

### Велосипедні двигуни
- Д-4

## ЦКТБ велобудування
Центральне конструкторське бюро велобудування знаходилося на території заводу ХВЗ, проте структурно не входило складу заводу. Одними з основних завдань ЦКТБ велобудування були розробка і виготовлення несерійних та малосерійних велосипедів для спортсменів, які брали участь у міжнародних змаганнях з велоспорту. У конструкції велосипедів часто застосовували деталі імпортного виробництва, зокрема системи перемикання передач італійської компанії Compagnolo, труби для рам італійського та японського виробництва, та інше. Також виготовлялися різні експериментальні та спеціальні велосипеди у співпраці з іншими мото- та велозаводами СРСР.

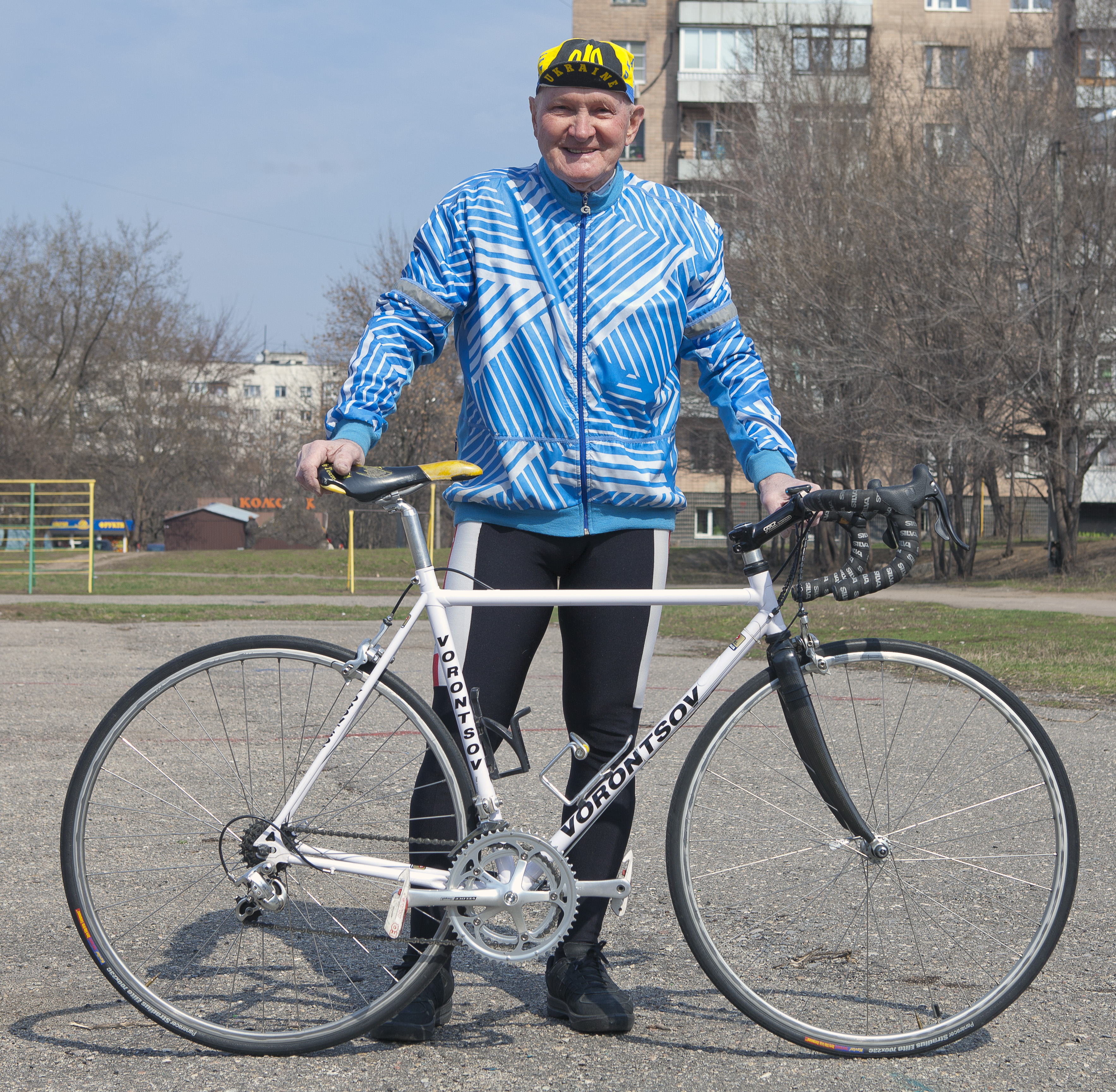
Реджинальд Воронцов з власним шосейним велосипедом «Vorontsov», Харків, квітень 2012 року.

З 1978 року, головним конструктором ЦКТБ велобудування був Воронцов Реджинальд Іванович, який раніше того ж року був призначений заступником головного інженера ХВЗ. Воронцов брав участь у модернізації велосипеда «Москва-80», створенні велосипедів «Тахіон» та «Воронцов». До розробки та створення рами велосипеда «Воронцов», що виготовлялася з металевих труб, було залучено Інститут Патона та наукового співробітника інститут Ігора Володимировича Зволінського, який брав участь у розробці й інших велосипедів виробництва ЦКТБ велобудування. Також ЦКТБ велобудування залучало до виготовлення рам та елементів велосипедів й інші установи та підприємства, такі як Київський механічний завод імені Артема та Чернігівське Хімволокно.

### Тандемні велосипеди
- «Тандем» (В-94)

### Трекові велосипеди
- «Електрон» (В-66)
- «Спринт» (В-67)
- В-94СП

### Шосейні велосипеди
- «Москва-80» — серія велосипедів, виготовлених у 1978—1980 роках.
- «Тахіон» — серія з близько 650 велосипедів, виготовлених у 1985—1996 роках; модернізації на основі «Москва-80».
- «Воронцов» — випускався обмеженою серією.
- «Чемпіон» (В-55)
- «Чемпіон-шосе» (В-552)
- Велосипеди для циркових ведмедів, виготовлені у 1970-х роках.

### Мотовелосипеди
- В-902
- В-909

### Велопричіпита причіпні коляски
- В-93 (бокова пасажирська коляска, для перевозки дітей)
- В-924 (вантажний велопричіп)

## У масовій культурі та мистецтві
Велосипеди ХВЗ були наймасовішими велосипедами СРСР та в Україні, а в українських селах найпоширенішими були велосипеди моделі «Україна». Через це велосипеди ХВЗ, зокрема велосипеди масових моделей «Турист» та «Україна», мали значний вплив на радянську й українську культуру та мистецтво XIX—XX століть.

### У кіно

#### Чому «Україна»? (2020)
23 серпня 2020 року телеканал UA: Культура представив в ефірному мовленні та на власному YouTube-каналі 26-хвилинний документальний фільм власного виробництва «Чому „Україна“?», у якому показано історії життя українців та їхніх велосипедів «Україна».
Напередодні Дня Незалежності UA: Культура презентує свій новий фільм "Чому "Україна"?"
Стрічка розповідає три особисті історії про знаменитий велосипед. Герої фільму: київський культурний менеджер, харківський інженер і працівник комунальної служби з Карпат. Це дуже різні люди, але всіх їх об'єднує те, що вони їздять на велосипеді "Україна".— Суспільне, https://suspilne.media/page/115-why-ukraine/
У фільмі використовується відеохроніка заводу ХВЗ різних років, а також в одному з епізодів фільму один з головних героїв відвідує територію заводу щоб побачити його сучасний стан.

### У спорті
Масове виготовлення велосипедів для спорту і туризму, зокрема велосипедів «Турист» та інших велосипедів ХВЗ, які стали доступні широкому загалу, призвело до появи великої кількості клубів велоспорту та велотуризму, які створювалися у СРСР як любительські у багатьох містах, так і професійні при спортивних школах та відділеннях ДТСААФ.
В Україні після проголошення незалежності велоспортивні клуби існують при відділеннях ТСОУ та спортивних школах, а також у вигляді добровільних громадських організацій та неформальних об'єднань велолюбителів.

### Музеї та приватні колекції
Велосипеди ХВЗ, через свою масовість та через те що поставлялися на експорт поза межі України та СРСР, зберігаються у музеях техніки, краєзнавчих музеях та приватних колекціях у багатьох країнах.

#### В Україні
- Музей Харківського заводу велосипедів (Харків) — музей велотехніки на території заводу-виробника. У колекції музею знаходяться як велосипеди власного виробництва, так і велосипеди вироблені в інших країнах, зокрема велосипеди виробництва Peugeot, Мінського мотоциклетно-велосипедного заводу, репліки велосипедів XIX століття та колесо космічного апарата «Луноход-1»[39].
- Музей «Машини Часу» (Дніпро) — приватний музей авто-, мото- та велотехніки, заснований колекціонером та реставратором Михайлом Прудніковим. У жовтні 2023 року музей оголосив про відкриття виставки «ХВЗ — За Генерацію» до 100-річчя Харківського велосипедного заводу, запланованої на 9 листопада[40][41][42][43]:Виставка у музеї «Машини Часу» розповість про моделі Харківського велосипедного заводу, напередодні його 100-річчя. У музеї будуть представлені активні велосипеди для різних вікових категорій, які здатні генерувати енергію. Вам буде надана можливість її використати.— Музей «Машини Часу», https://gorod.dp.ua/news/222527
- Музей «Мото Світ» (Кам'янське, Дніпропетровська область) — приватний музей мото- та велотехніки, заснований колекціонером та реставратором Олександром Фроловим.
- Музей «Ретро Гараж» (Львів) — приватний музей авто-, мото- та велотехніки, заснований колекціонером та реставратором Любомиром Полюгою. У колекції велика кількість велосипедів ХВЗ, зокрема велосипедів виготовлених за спецзамовленням та рідкісних моделей, у тому числі моделей зі заводським браком[44][45][46].
- Музей «Веломузей» (Полтава) — приватний музей велотехніки, заснований колекціонерами та реставраторами Наталією та Артемом Калюжними. Експозиція музею нараховує близько 100 велосипедів, частина з яких знаходиться у Музеї весілля (Великі Будища, Полтавський район)[47][48][49][50][51][52].
- Музей «Ластівчине гніздо» («Майстерня Дивних Речей», Бровари[уточнити]) — приватний музей велотехніки.
- Ігор Майстренко (Київ) — колекціонер та реставратор велотехніки, історик велосправи. У колекції велика кількість шосейних велосипедів.
- Віктор Ходєєв (Миколаїв, Миколаївська область) — колекціонер та реставратор велотехніки, дослідник історії розвитку техніки[53][54]

#### У Великобританії
- «AC Heritage» (Вейбридж) — великобританська антикварна компанія та реставратор автомобілів, підрозділ групи компаній «Brookland Motors Company Group»[55]. У колекції є велосипед В-14, відреставрований українським реставратором Віктором Ходєєвим.

#### У Казахстані
- Веломузей (Алмати).

#### У Литві
- Музей велосипедів (Шяуляй) — єдиний музей у Латвії присвячений історії велосипедів. У колекції є велосипеди з різних країн, у тому числі й велосипеди ХВЗ.

#### У Росії
- Веломузей Андрєя Мятієва (Москва) — приватний музей велотехніки[56].
- Веломузей (Татарстан).

## Цікаві факти
- У 2003 році частину конструкторської документації ЗАТ «Харківський велосипедний завод» за період 1947—1976 років, а саме 2374 креслення (на 119 одиниць продукції) та 2 книги[57], було передано на зберігання у Центральний державний науково-технічний архів України. 24 травня 2013 року було архівом було оприлюднено добірку архівних документів присвячених історії велосипедів, зокрема фото та креслень велосипедів В-14, В-22, В-32, В-41, В-53, В-55, В-65, В-73, В-83, В-93, В-94, В-95, В-130, В-301 СБ, В-551, велосипеда з двигуном Д-4, а також фото процесу випробувань велосипедів В-55 та причіпної коляски[7]. У 2023 році ЦДНТА України провів онлайн-виставку присвячену 100-річчю ХВЗ, оприлюднивши наново відскановані у високій якості креслення велосипедів В-14, В-22, В-32, В-41, В-53, В-94, В-95, В-130, В-301 СБ, В-130, В-134, В-551, В-552 а також сумки для інструментів, руля, переднього і заднього коліс, велосипедної фари, педалі, велолічильника-одометра СЧ1 (28"), корпусу маслянки (з фірмовою емблемою) та кількох декалькоманій[58].
- ХВЗ виробляв несерійні моделі спортивних (шосейних та трекових) і туристичних велосипедів, у тому числі модифікації на основі існуючих серійних моделей, за спеціальним замовленням для спортсменів велоспорту та на замовлення окремих покупців. Велосипеди за спецзамовленням мали покращені експлуатаційні характеристики, могли виготовлятися зі спеціальних сплавів різних металів а також могли оснащуватися деталями та елементами, що відрізнялися або були відсутні у комплектаціях серійних моделей. Такі велосипеди конструювалися ЦКТБ велобудування, яке працювало на території заводу[59][60].
- ХВЗ, окрім велосипедів, також виготовляв сани для дітей і зимової риболовлі[61], складні стільці та ручні візки («кравчучки»).
- У 1986 році фінський мандрівник та велотурист Тімо Ноко (Timo Noko[62][63][64]) здійснив велоподорож з Монреаля (Канада) до Лос-Анджелеса (США), перетнувши всю Північну Америку від Східного узбережжя США до Західного узбережжя США, за 50 днів на шосейному велосипеді виробництва ХВЗ, придбаному у Фінляндії за 20 доларів[65][66][67]. У 2009 році 8-хвилинний відеоролик знятий під час подорожі[66], а у 2018 році також опублікував усі відеоматеріали тривалістю 3 години, що були зняті під час подорожі на одну з перших портативних аналогових відеокамер Sony Video8[en] з 8-мм відеоплівкою[67]. У 1987 році він здійснив велоподорож на велосипеді ХВЗ Аляскинським шосе та природою штату Аляска, і через 30 років, у 2017 році також опублікував 2-годинний відеозапис з цієї мандрівки[68].
- Батько українського філософа Вілен Горського, харків'янин Сергій Горський після навчання за інженерною спеціальністю був відряджений з групою інших інженерів до США. По поверненню після відрядження працював головним інженером Харківського тракторного заводу, але згодом через політичні переслідування був змушений покинути родину і переїхати до Москви де працював головним інженером велосипедного заводу (МВЗ, 1-й московський велозавод, колишня «Фабрика велосипедів «Дукс» Ю. Мєллєр и K°»[ru]). У 1938 році його арештували, а в 1939 він помер. Був посмертно реабілітований у 1956 році[69].
- Окрім ХВЗ та ЦКТБ велобудування трекові велосипеди для спортивних змагань виготовляли в АНТК Антонова під керівництвом інженера Сергія Нитки, зокрема було виготовлено велосипеди «Еней»[ru] та «Елін» («Elin»), які використовувала Збірна України з велосипедного спорту на міжнародних змаганнях[70][71][72][73][74][75][76][77][78][79][80].

#### Відео
- ВЕЛИКОЕ НАСЛЕДИЕ фабрики Лейтнера: С чего начиналась ВЕЛО и МОТОпромышленность на YouTube
- 1957г. Харьков. велосипедный завод на YouTube (влог Олега Омельницького)
- Харьков 1994год. Новые разработки велозавода на YouTube
- Харьков, Московский пр-т, Велосипедный завод на YouTube (2010)
- Харьковский велосипедный завод, реконструкция на YouTube (2018)
- Територия велозавода и завода "Серп и молот" Харьков на YouTube (2018)
- Что осталось от ХВЗ в 2020 году. История велозавода ХВЗ на YouTube (екскурсія Олега Омельницького по території ХВЗ)
- Харьковский Велосипедный Завод сегодня. на YouTube (екскурсія велотуриста Миколи Кравця по останньому цеху ХВЗ, 27 квітня 2021)
- ХВЗ – конец?! Харьковский Велосипедный Завод – от ПРОЦВЕТАНИЯ до КРАХА / Новости: на YouTube (російський влог «Sport Rupor», 21 лютого 2022)
- Oleg AC на YouTube (влог Олега Омельницького про авто-, мото- та велотехніку України та світу)
- У Полтаві з'явився веломузей на YouTube (огляд колекції Наталії та Артема Калюжних)